# Saccharomyces boulardii
Saccharomyces boulardii (synonym: Saccharomyces cerevisiae var. boulardii) ist eine Hefe, die heute meist als Varietät von Saccharomyces cerevisiae angesehen wird. Sie wird als probiotischer Arzneistoff zur Behandlung von Durchfall sowie vorbeugend während und nach Antibiotikagabe eingesetzt.
Sie wurde zuerst 1923 von dem französischen Mykologen Henri Boulard in Indochina von den Schalen von Litschi- und Mangostanfrüchten isoliert. Diese Hefe wird zwar medizinisch verwendet, wurde aber bisher nicht gültig beschrieben, denn der formellen Neubeschreibung aus dem Jahr 1984 fehlt die damals nötige lateinische Diagnose. Somit ist die Bezeichnung Saccharomyces boulardii kein Name für ein offizielles Taxon.

## Verwendung als Arzneistoff
Saccharomyces boulardii (Trockenhefe aus Saccharomyces cerevisiae HANSEN CBS 5926, Handelsname Perenterol) wird oral eingenommen und besiedelt innerhalb weniger Stunden den Magen-Darm-Trakt, der günstige Lebensbedingungen darstellt. Erreger, die häufig die Ursache für Durchfall sind, werden in ihrem Wachstum gehemmt und verdrängt und somit wird die natürliche Darmflora erhalten bzw. wiederhergestellt. Die Dauer von Durchfall wird durchschnittlich um einen Tag verkürzt. Die Wahrscheinlichkeit, während oder nach Antibiotikaeinnahme an Durchfall zu erkranken, wird vermindert. Allerdings weisen die vorliegenden Studien methodische Mängel auf.
Nach einer Metastudie der Cochrane Collaboration aus dem Jahr 2015 sind Hefepilze geeignet, antibiotika-assoziierten Durchfall zu verhindern. Bei stark geschwächten oder immunschwachen Kindern mit zugrundeliegenden Risikofaktoren sollte auf Grund der Nebenwirkungen jedoch ein Einsatz vermieden werden.
Personen mit einer Immunschwäche oder mit einem zentralen Venenkatheter oder auch schwer kranke Personen sollten nicht mit probiotischen Präparaten behandelt werden, da auch septische Verläufe und Todesfälle beschrieben worden sind.
In Deutschland, Österreich und der Schweiz sind diese Arzneimittel nicht verschreibungs-, aber apothekenpflichtig.
Ähnliche Präparate existieren mit Saccharomyces cerevisiae (Bierhefe, Bäckerhefe, Backhefe).